# 段规
段规（？—？），中国战国时期晉國公卿韩康子的家臣和謀士。 
周貞定王十二年（晉出公十八年）（前457年），知伯瑶率領趙、韓、魏三家滅亡范氏和中行氏後又攻伐鄭國，歸來後与韩康子虎、魏桓子驹在蓝台举行宴会，知瑶戏弄韩康子并侮辱段规，並對進諫的智國說：「只有我能為難別人，若我不對別人發難，又有誰敢為難我？」智國以列國過去因小怨釀成大禍的教訓，勸諫知伯既然已經與韓家君臣結怨，就必須小心防備二人將來伺機報復，知伯不聽。
周貞定王十三年（晉出公十九年）（前456年），知伯瑶向韩氏索求領地。韩康子不想答應，段规劝韩康子說：「知伯的為人貪圖利益而且生性殘忍，要是不割讓土地，他必然會派兵攻打韓氏。君上不如先把土地給知伯，讓知伯更加驕橫自大，再向其他國君索取土地，等到有其他國君不聽從時，知伯一定會起兵攻打他。到時韓氏既可以免受禍難，又能等待事情的變化而行動。」韩康子於是同意贈給知伯萬戶之邑。知瑶又以同樣的方式成功向魏桓子取得萬戶之邑。唯獨赵襄子拒绝知伯割讓蔺、皋狼两地的要求。周貞定王十四年（晉出公二十年）（前455年），知瑶联合韩氏、魏氏攻打赵氏，赵襄子退守晋阳，晋阳之战爆發；十六年（晉出公二十二年）（前453年），韩、魏倒戈，联合赵氏击杀了知瑶，族滅智氏並盡分其地，是为三家灭智。
灭智后，段规劝说韩康子先占得成皋，韩康子嫌棄成皋遍布山石，無法保持水土開墾耕作，段规卻說此地能使韓國取得地利，將來可以出其不意奪取鄭國。韩康子採納了段規意見。至韓哀侯二年（前375年），韩国凭借成皋灭亡了郑国，遷都於鄭都新鄭（今河南新鄭）。